# Stiphidion adornatum
Stiphidion adornatum är en spindelart som beskrevs av Davies 1988. Stiphidion adornatum ingår i släktet Stiphidion och familjen Stiphidiidae.
Artens utbredningsområde är Queensland. Inga underarter finns listade i Catalogue of Life.